# Augustine Flore de Lathuy
Augustine Flore de Lathuy (Gembloux, 1798-1867) was vooral bekend als partner van de gerenommeerde Belgische kunstschilder François-Joseph Navez (1787-1869). Ze was een dochter van Ferdinand Maximilien Joseph de Lathuy (1750-1831), die vrederechter was in dezelfde stad.
De partner van Augustine-Flore, Navez, een vooraanstaand kunstenaar uit België, stond vooral bekend om zijn portretten en historische schilderijen in de neoclassicistische stijl. Het paar kreeg twee kinderen: Marie Helene Navez, geboren in 1828 en overleden in 1855, en Auguste Ferdinand Marie Joseph Navez, geboren in 1826. De zoon schilderde onder meer in zijn vaders atelier in de Koningstraat in Brussel en studeerde eveneens aan de universiteit in Brussel. Hij stierf in 1846.
François-Joseph Navez schilderde zijn vrouw minstens twee keer gedurende haar leven. De eerste keer werd ze in 1827 geportretteerd en vervolgens weer in 1850. Op het eerste portret staat ook hun zoon Auguste.
Augustine-Flore was de zus van Marie-Antoinette de Lathuy (1791-1860), die getrouwd was met Auguste-Donet de Hemptinne (1783-1854) wie Navez ook dikwijls portretteerde.
Hoewel ze vooral bekend is vanwege haar connectie met Navez, is er relatief weinig bekend over Augustine Flore de Lathuy zelf. Haar leven blijft grotendeels in de schaduw van haar beroemde echtgenoot. Desalniettemin heeft ze direct en indirect een rol gespeeld als steunpilaar en partner in het leven en de artistieke output van de kunstenaar Navez.